# 기준 (기업인)
기준(奇浚, 1946년 ~ )은 대한민국의 기업인이다. 2016년 8월 20일 현재 '롯데그룹 비자금 의혹 수사'로 구속된 유일한 사장급 인사였다.

## 학력
- 1965년: 광주제일고등학교
- 1970년: 서울대학교 화학공학 학사

## 경력
- 1974년 7월: 대림산업 부장
- 1994년: 대림산업 이사, 석유화학사업부 전무
- 1999년: 케미텍 대표이사, 대산단지 통합법인 추진본부장
- 2001년: 신호제지 대표이사사장, 현대석유화학 대표이사사장
- 2003년 7월: 현대석유화학 고문
- 2004년 11월: 호남석유화학 고문, 케이피케미칼(현 롯데케미칼) 대표이사사장